# Archiv für Geschichte von Oberfranken

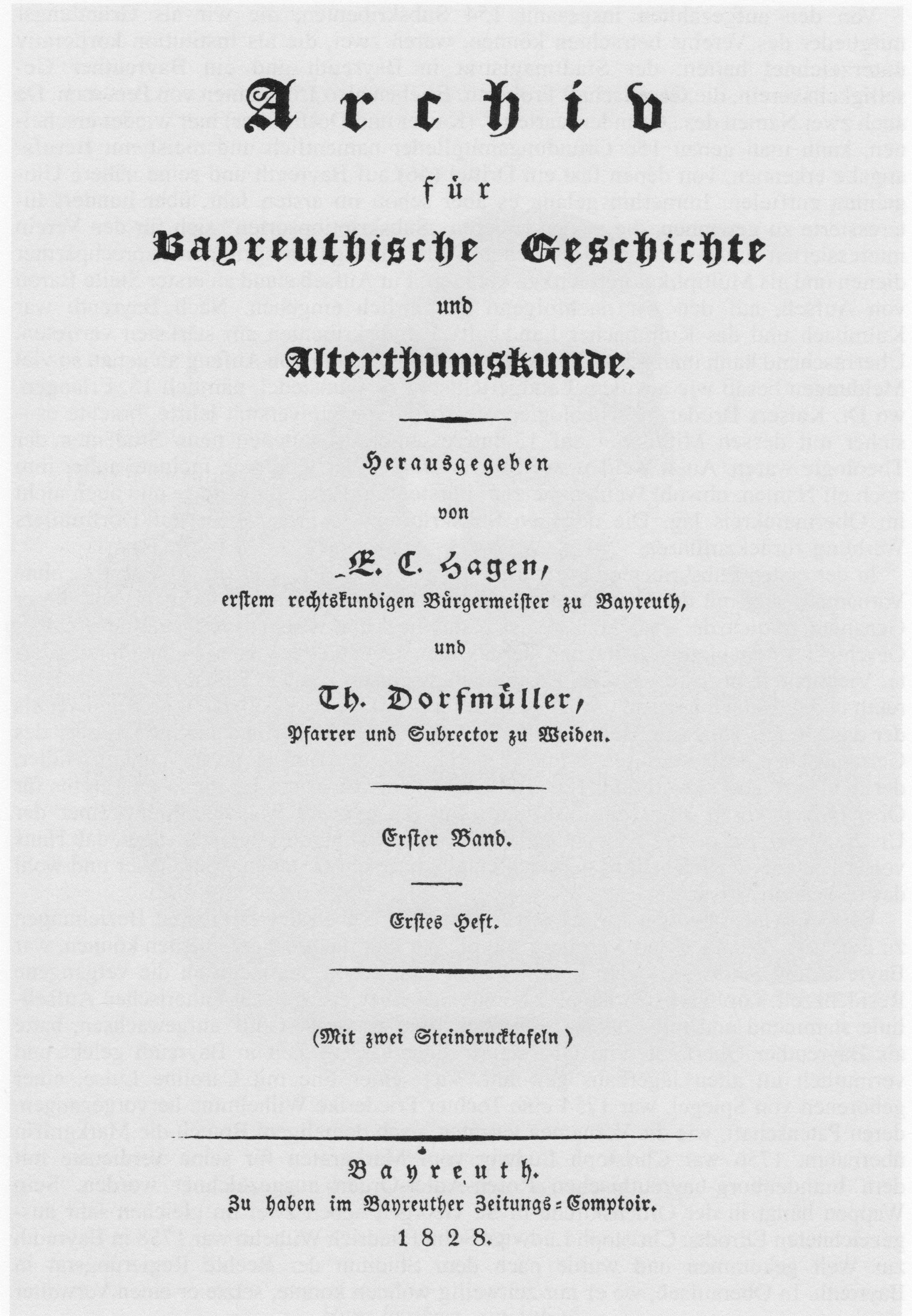
Titelblatt des ersten Heftes von 1828

Vereinsgründer und Herausgeber Erhardt Christian von Hagen

Das Archiv für Geschichte von Oberfranken ist die seit 1828 unmittelbar nach der Vereinsgründung erscheinende Jahresschrift des Historischen Vereins für Oberfranken mit Sitz in Bayreuth.

## Entstehung
1827 wurde der Historische Verein für Oberfranken gegründet und ist damit der älteste bayerische Geschichtsverein. Die Gründungsmitglieder Erhardt Christian von Hagen und Theodor Dorfmüller waren die Herausgeber der ersten Schriften.
Die Jahrbände haben im Laufe der Zeit unterschiedliche Titel getragen:
- 1828–1830 Archiv für Bayreuthische Geschichte und Alterthumskunde
- 1831–1836 Archiv für Geschichte und Alterthumskunde des Ober-Main-Kreises
- 1838–1941 Archiv für Geschichte und Alterthumskunde von Oberfranken
- 1942–1949 Nachrichten des Vereins für die Geschichte von Oberfranken
- Seit 1949 Archiv für Geschichte von Oberfranken

Während die heutigen Jahrbände in gebundener Form und erheblichem Umfang erscheinen, begann die Reihe als Heftreihe, bei der drei Hefte einen Band bildeten. Kriegsbedingt oder auch aus Papiermangel erschienen in einigen Jahren reduzierte oder keine Ausgaben.

## Autoren (Auswahl)
- Karl Dietel
- Alban von Dobeneck, veröffentlichte von 1905 bis 1914 als Ergebnis seiner Familienforschung Aufsätze über ritteradelige Familien.
- Heinrich Gradl
- Karl Hartmann
- Hans Hofner
- Johann Wilhelm Holle, veröffentlichte 1836 seinen ersten Aufsatz in der Jahresschrift und war von 1840 bis zu seinem Tod 1862 Autor und Redakteur.
- Karl Müssel, langjähriger Schriftleiter des Archivs und Verfasser von 64 Abhandlungen.[1]
- Karl Sitzmann
- Wilhelm Stadelmann
- Otto Veh
- Ludwig Zapf